# Stazione di Toshimaen
La Stazione di Toshimaen (豊島園駅?, Toshimaen-eki) è una stazione ferroviaria di Tokyo situata nel quartiere di Nerima che serve la linea Toshima delle Ferrovie Seibu e la Linea Ōedo della metropolitana di Tokyo.

## Linee

### Treni
- Ferrovie Seibu
  - ● Linea Seibu Toshima

### Metropolitana
- Metro Toei
  -  Linea Ōedo